# Школа № 27 (Владикавказ)
Школа №27 — памятник истории во Владикавказе, Северная Осетия. Выявленный объект культурного наследия России. Памятник, связанный с историей Великой Отечественной войны. Находится на улице Миллера, 32.
Слева от здания находится объект культурного наследия — здание бывшей лютеранская кирха и справа — Дворец культуры Горского аграрного государственного университета.
Школа построена в 1937 году. В 1938 году школу закончил Герой Социалистического Труда Юрий Сергеевич Кучиев.
В годы Великой Отечественной войны здесь в 1941—1942 годах формировались части 165-й и 351-й стрелковых дивизий и в последующем находился полевой подвижной госпиталь № 690.
В 1943 году школа была преобразована в женскую гимназию. С 1955 года началось совместное обучение. В 2005 году школе было присвоено имя Героя Социалистического Труда Юрия Кучиева.
В 2006 году на здании была установлена мемориальная доска Юрию Сергеевичу Кучиеву и в 2014 году — погибшим выпускникам школы в годы Великой Отечественной войны.

## Галерея

Мемориальная доска выпускникам школы, погибшим в годы Великой Отечественной войны. Установлена в 2014 году[4].
Мемориальная доска Юрию Сергеевичу Кучиеву. Автор: скульптор Михаил Дзбоев[5]. Установлена 10 октября 2006 года[6].